# Локус (награда)
Вижте пояснителната страница за други значения на Локус.
Награда „Локус“ (на английски: Locus Award) е премия, която се връчва на победителите в читателското гласуване на списание „Локус“.
Първата награда „Локус“ е връчена през 1971 г. Създадена е с цел предложения за награда Хюго. В продължение на десетилетия награда Локус е по-популярна от двете награди Хюго и Небюла взети заедно. През последните години при връчването на наградите се провежда и голямо угощение, което не се среща при никоя друга литературна награда.
Категорията „Награда за най-добър роман“ съществува от 1971 година, но по-късно е разделена на „Научнофантастичен роман“ и „Фентъзи“. В периода 1989 – 1999 се връчва и награда за най-добър роман в жанра „Хорър“.

## Номинации
Номинациите за наградата са разделени в 13 категории:
- Награда за най-добър научнофантастичен роман;
- Награда за най-добър роман в жанра „Фентъзи“;
- Награда за най-добър дебютен роман;
- Най-добра повест;
- Най-добра кратка повест;
- Най-добър разказ;
- Най-добра публицистична книга;
- Най-добър авторски сборник;
- Най-добра антология;
- Най-добър художник;
- Най-добро списание;
- Най-добър редактор;
- Най-добро издателство.

## Наградени
Автори с най-много награди „Локус“ към 2011 година:
- Гарднър Дозоа – 35
- Майкъл Уелън – 28
- Урсула К. Ле Гуин – 19
- Харлан Елисън – 15
- Нийл Геймън – 15
- Дан Симънс – 12
- Джордж Р. Р. Мартин – 11
- Тери Кар – 11